# Якщо я полюблю
«Якщо я полюблю...» (рос. «Если я полюблю...») — радянський телефільм 1976 року, знятий режисером Львом Цуцульковським на студії «Лентелефільм».

## Сюжет
Про першу експедицію випускниці геологічного інституту Шури та її перше кохання.

## У ролях
- Ірина Акулова — Шура, геолог
- Роман Громадський — Сергій Миколайович, інженер-геолог, начальник партії
- Михайло Долгінін — Микита, геолог
- Олег Окулевич — начальник будівництва
- Георгій Соколов — Вікентій Петрович, учасник експедиції
- Марія Кузнецова — колишня дружина Сергія
- Галина Кареліна — мати Шури
- Валентина Паніна — Тося, кухарка
- Олександр Хочинський — Сергій, геофізик
- Микола Кузьмін — Окладников, буровий майстер
- Сергій Дворецький — Вітя, буровик
- Юрій Башков — пілот вертольота
- Станісловас Гришкявічюс — епізод
- Микола Харитонов — Колька-буровик
- Валерій Кравченко  — Веня, робітник експедиції

## Знімальна група
- Режисер — Лев Цуцульковський
- Сценаристи — Сергій Воронін, Юзеф Принцев
- Оператор — В'ячеслав Бабенков
- Композитор — Ігор Цвєтков
- Художник — Микола Субботін